# John Snelling
John Snelling (* 8. März 1946) ist ein britischer Bogenschütze.
Snelling nahm an den Olympischen Spielen 1972 in München teil und beendete den Wettkampf im Bogenschießen auf Rang 26.
Noch 2008 wurde er Vereinsmeister der Welland Valley Archers.